# Domodossola
Domodossola é uma comuna italiana da região do Piemonte, província do Verbano Cusio Ossola, com cerca de 18.519 habitantes. Estende-se por uma área de 36 km², tendo uma densidade populacional de 514 hab/km². Faz fronteira com Beura-Cardezza, Bognanco, Crevoladossola, Masera, Montescheno, Trasquera, Trontano, Villadossola.
É conhecida também como Oscela.

## Demografia
| Variação demográfica do município entre 1861 e 2011                               |
|                                                                                   |
| Fonte: Istituto Nazionale di Statistica (ISTAT) - Elaboração gráfica da Wikipedia |